# جبل سواج
جبل سواج وهو أحد الجبال الشهيرة بمنطقة القصيم، وشبه الجزيرة العربية وأحد جبال حمى ضرية الذي يقع في الجهة الجنوبية الغربية من محافظة الرس، ويحتوي رسومات تعود إلى العصر الثمودي، ويجاور قرية الشبيكية التي تسمى قديماً «التناءة» بالإضافة إلى مجموعة من الهجر والجبال المشهورة في القصيم.

## التاريخ
شيء يميز جبل سواج عن سلسلة الجبال المحيطة به إلا سواد صخوره البركانية، إلا أن شعراء عرب بارزون تغنوا به وذكروه في أبياتهم. وتشير رسوم يعتقد أنها ثمودية على صخوره وداخل مغاراته، إلى أنه سفوحه كانت مرعى للوعول والإبل والأبقار، فيما اختاره الخليفة الثاني عمر بن الخطاب مقراً لخيل الصدقة.
ونال الجبل الذي يقع في منطقة القصيم، شهرة في الكتب والمراجع التاريخية، فيما أصبح اليوم معلماً مهماً يقصده السياح، لما يتميز به من نقوش ورسومات تعود إلى حضارات قديمة تبهر زواره. وسواج أحد جبال مدينة حمى ضرية في القصيم، لذا عرف باسم «سواج الحمى»، إضافة إلى تسميات أخرى مثل «سواج طخفة»، لوقوعه إلى جوار جبل طخفة الشهير، و«سواج النتاءة» نسبة إلى مدينة الشبيكية التي تقع أسفل  الجبل، وكان يسمى أيضاً بـ«سواج الخيل»، وفقاً لما نشرته وكالة الأنباء السعودية (واس). ويتميز الجبل بلونه الأسود القاتم وصخوره البركانية مقارنة مع باقي جبال المنطقة، إلا أن الجهة الجنوبية منه تحوي صخور بازلتية حمراء اللون، ووصفته كتب ومراجع تاريخية بأنه «جبل أسود مستطيل من الجنوب إلى الشمال». وذُكر الجبل على لسان شعراء عرب تغنو في «سواج» في أبياتهم، ومنهم النابغة الجعدي، حين قال: «دعاهم صوت قرة من سواج.. فجنبي طخفة فإلى لواها». ويضم الجبل بين جانبيه وداخل شعابه أشجار الطلح، ويقع في الجهة الجنوبية الغربية من محافظة الرس، بجوار مدينة الشبيكية التي تسمى قديماً «النتاءة»،  وتحيط فيه مجموعة من الهجر والجبال المشهورة في القصيم، ويرتفع الجبل عن مستوى سطح البحر ألف ومئتين و54 متراً. وقيل إن جبل سواج كان مقراً لقبائل في عصري الجاهلية والإسلام، مثل قبيلة بنو عميرة بن خفاف بن أمرؤ القيس الذين كانوا من سكانه، وكذلك كان مقراً لقبيلة غني من باهلة، وما يزال بقية منهم يسكنون بعض القرى المجاورة له، مثل نفي والأثلة. وتقطنه حالياً قبيلة الذوبة شيوخ شمل قبائل بني عمرو من حرب وروى أن في الطريق إلى  الجبل هناك منشآت ومذيلات حجرية قديمة، غالباً ما تنتهي بركامات دائرية من الصخور يعتقد أنها عبارة عن قبور.

## الموقع الجغرافي
يقع عند مدينة الشبيكية ويبعد عن مدينة بريدة بحوالي 180 كم. وجبل سواج يرتفع عن مستوى سطح البحر (1254) متراً. ويقع بين خطي عرض (42.85 11 25) وطول (00 16 43)، ويحده من الجهة الشمالية جبال النايع والنويع والمداري، ومن الجنوب جبلي لعيبية وجضالا وبئر وريك، ومن الشرق مدينة الشبيكية وقرية الروضتين وجبل المصعوكة، ومن الغرب هجر فياضة سواج ونفود الفنيدة وأبرق العمّالة. ويمر بجانب الجبل  بعض الأودية والشعاب، منها من الشمال شعيبي فياضة وجبل النويع، ومن الجنوب شعيب مبهل المشهور، ومن الشرق شعاب مباري ومديسيس و أبو نخلة ومن الغرب  شعيبي فياضة ومبهل. فيما يمر طريق حاج البصرة إلى مكة المكرمة أسفل الجهة الجنوبية الشرقية من جبل  سواج، ويوجد متعشى هناك للحجاج يسمى بـ«الرائغة» ويقع بينه وبين جبل الدوديات.

## المناخ
المناخ قاري صحراوي، حار جاف صيفًا بارد مُمطر شتاء، وتبلغ درجة الحرارة صيفًا 45°م، وفي الشتاء تصل 3- مادون الصفر ومتوسط سقوط المطر 145 ملم

## الآثار
اشتهرت سفوح جبل سواج بوجود مجموعة من الرسوم والكتابات والنقوش المختلفة ورسوم الحيوانات، مثل الوعول، والإبل، والأبقار، والماعز، والنعام والغزلان وبعض الحيوانات المفترسة، التي تعود إلى العصر الثمودي، ما يعبر عن وفرة المياه والأعشاب آنذاك. إضافة إلى ذلك، يوجد في بعض هضابه مجموعة من الخطوط والرسوم داخل مجموعة من المغارات، وهي ملونة بالأزرق والأحمر والبرتقالي وتوجد على واجهة الصخور المقابلة بارتفاع حوالى 15 متراً لوحة أثرية نقشت على الصخور، وتعد من أكبر اللوحات الأثرية في القصيم. إلا أن باحثون ومختصون في التاريخ من جامعة الملك سعود أشاروا إلى أن هذه النقوش والرسوم والكتابات الثمينة تتعرض إلى العبث من أشخاص لا يعرفون قيمتها.
القصير
بئر وأيضا قناة مائية كانت مكان لاستراحات القوافل القاصدين البيت العتيق وتقع . جنوب شرق الشبيكية بالقرب من جبال سواج.
متعشى الرائغة
بقايا حجرية لقصور قديمة أو أجزاء علوية لإحدى المنازل طمرتها الأتربة الموقع جنوب شرق جبال سواج وجنوب الشبيكية
نقوش حجرية
نقوش حجرية ورسومات الحيوانات وأشكال تشبه الطيور المائية في جبال سواج الموقع شمال غرب متعشى الرائغة
بئر وريك
بقايا بئر وريك الموقع بالقرب من النقوش الحجرية

## النقوش والرسومات في الجبل

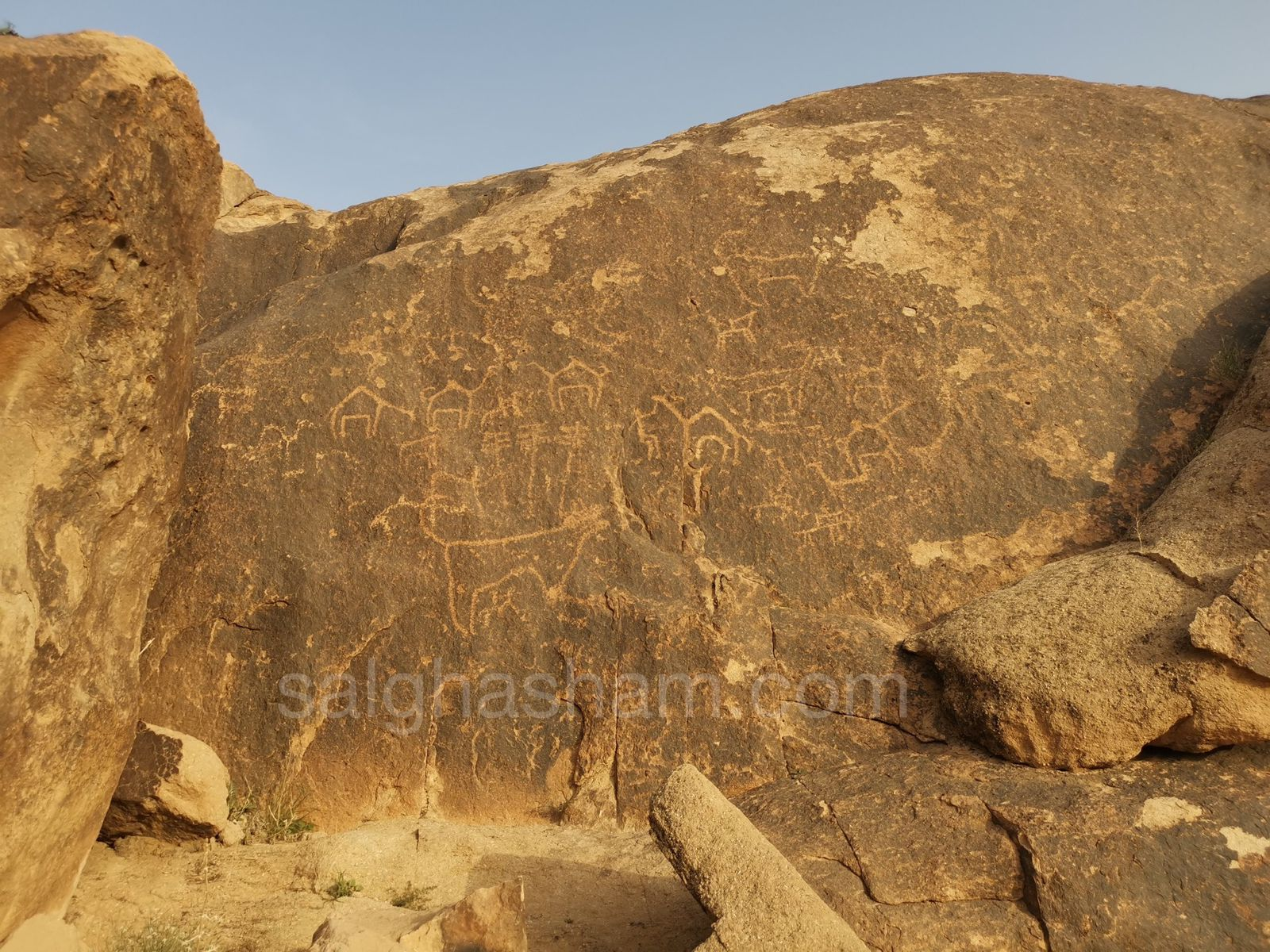
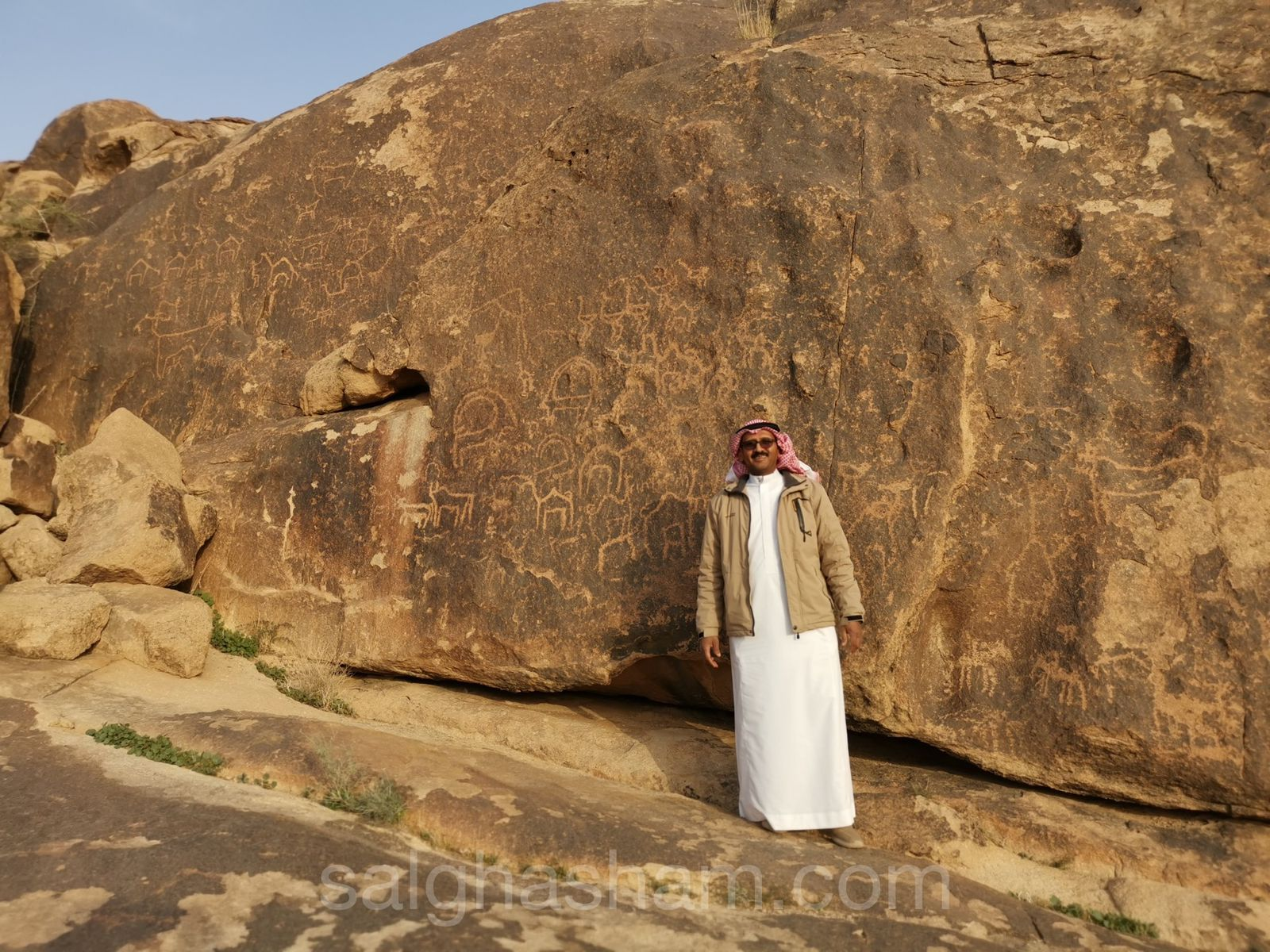
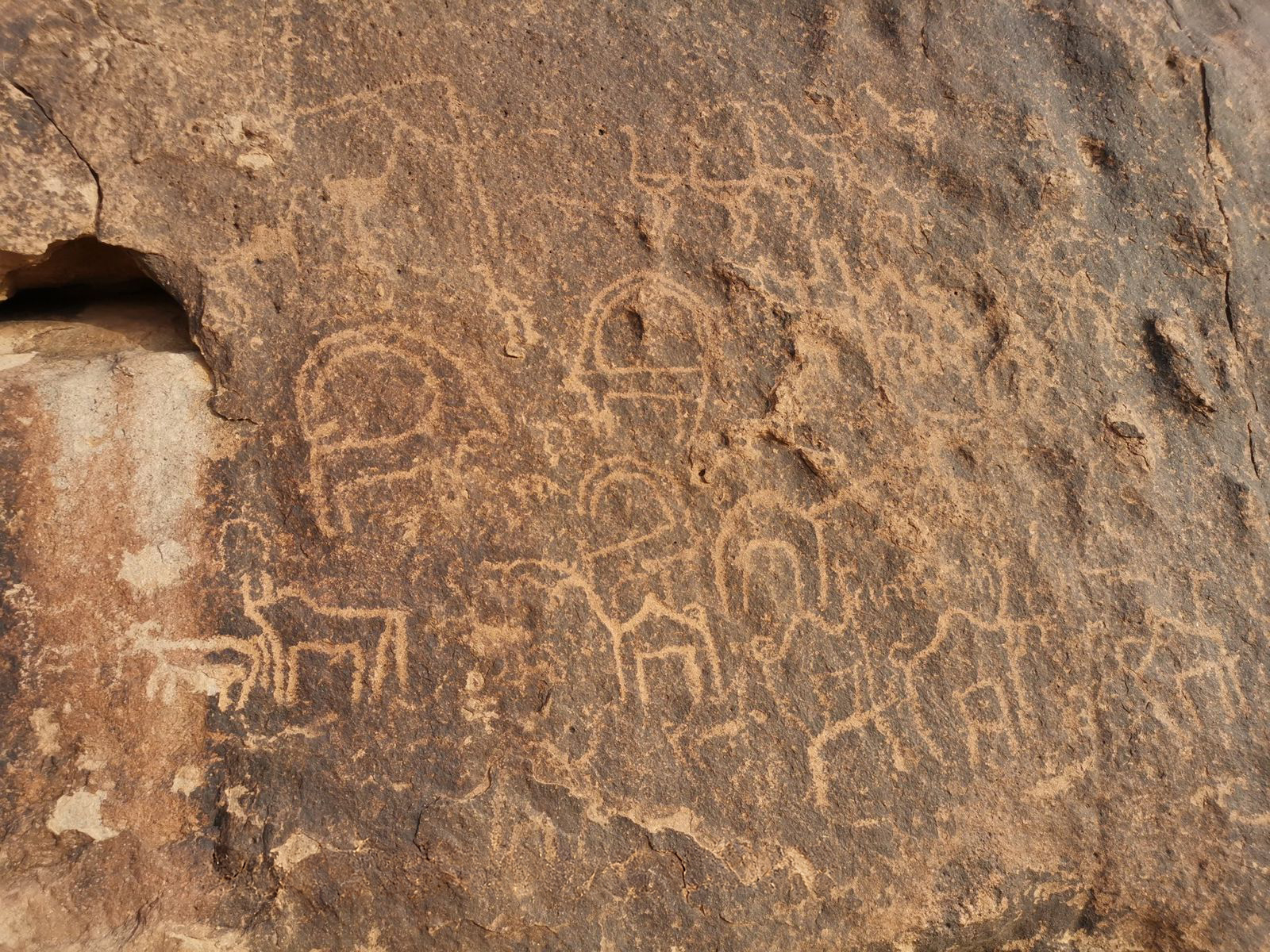
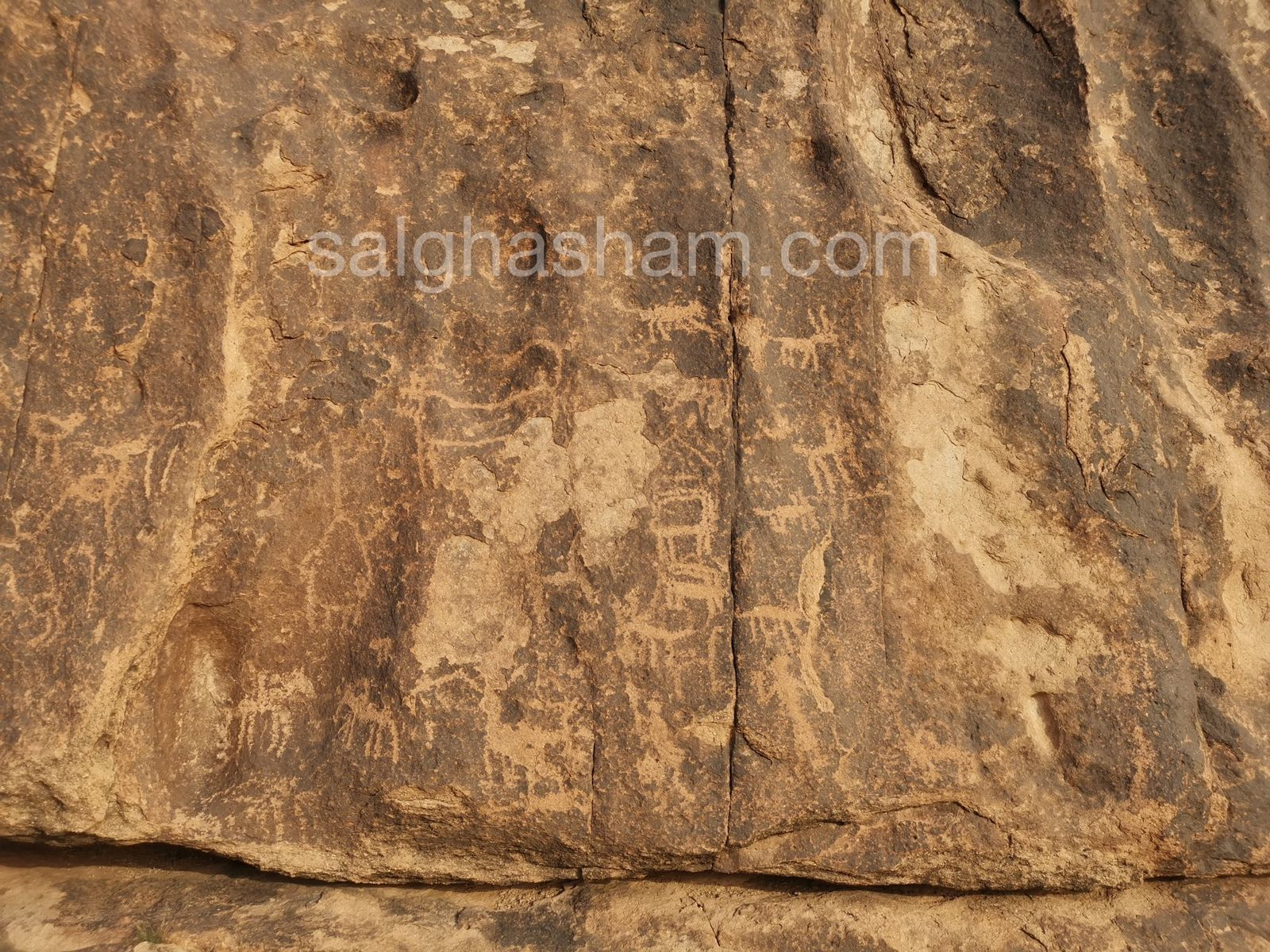
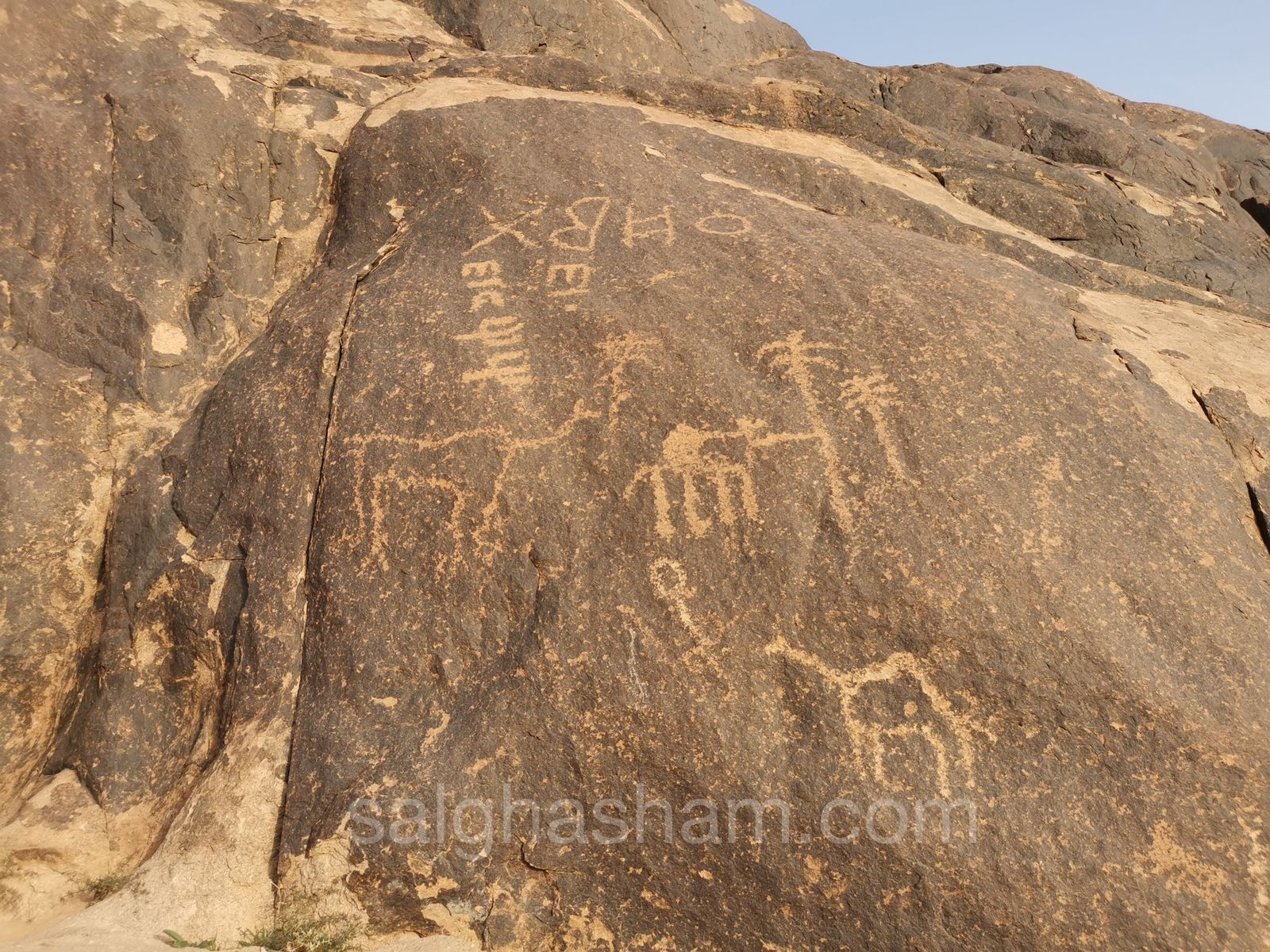